# Ectopsocus pumilis
Ectopsocus pumilis är en insektsart som först beskrevs av Banks 1920.  Ectopsocus pumilis ingår i släktet Ectopsocus och familjen rektangelstövsländor. Inga underarter finns listade i Catalogue of Life.